# ブラウン・ストローマン
ブラウン・ストローマン（Braun Strowman、1983年9月6日 - ）は、アメリカ合衆国のパワーリフターであり、プロレスラー。ノースカロライナ州シェリルズフォード出身。本名はアダム・ジョセフ・シャー（Adam Joseph Scherr）。

## 来歴
学生時代はアメリカンフットボールに励み、卒業後にメカニック・ポップの職業に就く。

### ストロングマンコンテスト
仕事をする傍ら2009年よりパワーリフティングを始め、ストロングマンコンテストに出場するようになる。2010年にMonsters of the Midland 2010にて優勝した事をきっかけに脚光を浴び始める。
2011年、Central GA Strongest Man 2011を始めとするアメリカ国内の各大会を優勝。
2012年3月4日にはArnold Strongman Classicのアマチュア部門であるArnold Amateur Strongman World Championshipsにて総合64.2ポイントの成績で世界一に輝いた。
2013年3月4日、Arnold Strongman Classicに出場するが10位という結果に終わった。

### WWE

#### NXT
2013年5月、アメリカのメジャー団体であるWWEとディベロップメント契約を交わして入団。トレーニング施設であるWWEパフォーマンスセンターにてプロレスの基礎を学ぶ。
2014年5月26日、WWE・RAWにてアダム・ローズ率いる仮装集団であるローズ・バズの一員として登場。12月19日、傘下団体であるNXTにてブラウン・ストーマン（Braun Stowman）のリングネームでプロレスラーデビューを果たし、チャド・ゲーブルと対戦してデビュー戦を勝利で飾った。
2015年6月4日、デビューして数試合にもかかわらずWWE・SmackDownのダークマッチに出場して勝利。上層部の期待を窺わせた。

#### WWE

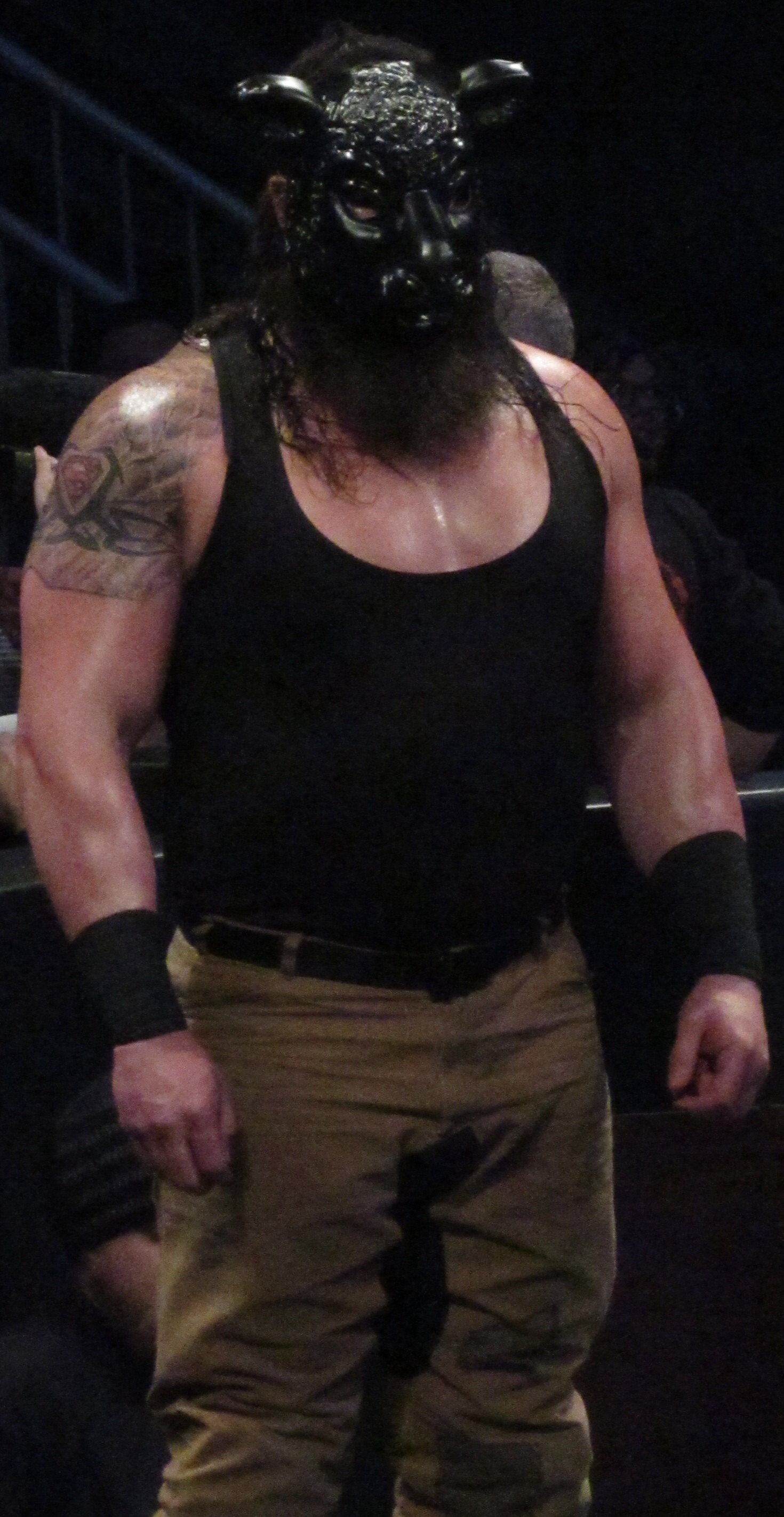
2016年、ワイアット・ファミリー時代

2015年8月24日、WWEに昇格。RAWにてワイアット・ファミリーの新メンバーとして黒い山羊のマスクを被り登場。ディーン・アンブローズとロマン・レインズを屈伏させた。また、昇格に伴いリングネームをブラウン・ストローマン（Braun Strowman）へと変更した。9月20日、Night of Champions 2015にて抗争中であるロマン・レインズ & アンブローズ、そしてミステリアスパートナーのクリス・ジェリコと対戦。積極的に立ち向かってきたジェリコを最後にリフティング・アームトライアングルチョークで極めて勝利した。
2016年7月19日、SmackDown Liveにてドラフトが行われ、10巡目でRAWに指名された。同月25日、RAWに移籍した事によりワイアット・ファミリーから離脱。ジェームズ・エルスワースと対戦して一方的に攻めると最後にリバース・チョークスラムを決めて勝利した。11月21日、サミ・ゼインと対戦するが、サミの入場中に襲撃を仕掛けると一方的に痛めつけてレフェリーストップで勝利。この一件からサミと抗争を開始。12月18日、Roadblock : End of the Lineにてサミ・ゼインと10分タイムリミットマッチで対戦するが引き分けに終わる。
2017年1月2日、サミ・ゼインとの決着戦としてラストマン・スタンディング・マッチで対戦。序盤より場外戦を展開。中盤にはタイタントロンを目の前にした攻防でダイビング・ボディ・アタックを喰らった際にゲート下に設置された机に落下するが試合を続け、最後はリング横でパワースラムを連続で決めて勝利。試合後、ストレッチャーで運ばれようとしたサミに追撃を加えると改めて勝ち名乗りを上げた。4月10日、RAWにてバックステージでインタビューを受けていたロマン・レインズを襲撃。失神してストレッチャーで運ばれるレインズに再び攻撃を加えると段差から突き落とし、最後に救急車に運ばれると自力で救急車を倒してみせた。同月17日、ビッグ・ショーと対戦。終盤にWMDを喰らい倒れるが、ビッグ・ショーがコーナーに登ったところに急いで起き上がり捕まえ、ブレーンバスターを決めるとリングは崩壊。結果はノーコンテストになるが勝ち名乗りを上げた。同月30日、Payback 2017にてロマン・レインズと対戦。手負いのレインズに対して圧倒。最後にパワースラムを2回続けて勝利。試合後にはスティールステアーを用いて追撃した。5月8日、RAWにてPayback 2017で左肩を負傷したというアングルで左腕をアームスリングで吊った状態でカリストと対戦。試合中にロマン・レインズの乱入により左腕を攻められ退場。試合後、実際には左肘に故障を抱えていた事が明らかになり欠場する事を発表した。6月19日、RAWにてロマン・レインズ vs サモア・ジョーの試合中にバックステージより現れた救急車より登場を果たす。この展開に気を取られたレインズは背後からジョーにコキーナ・クラッチを決められ敗戦。試合後に自身がリングに上がるとリバース・チョークスラムで追い打ちし、7月9日に行われるGreat Balls of Fireでアンビュラスマッチでの挑戦を叩きつけた。7月9日、Great Balls of Fireにてロマン・レインズとアンビュラスマッチで対戦。中盤より場外での攻防になりタイタントロンに激突してダメージを負い、さらには照明器具で殴打され救急車の車両後部にもたれる。この窮地にレインズがスピアーを仕掛けてきたところ避けるとレインズはそのまま車内に飛び込みドアを閉めて勝利した。試合後、車両から出たレインズにスピアーを喰らうと救急車内部へと押しこまれ、バックステージでトラックと激突させられる。救急隊に救出されるが治療を拒否すると会場から姿を消した。
2018年4月8日、WrestleMania 34にてWWEロウタッグ王座を保持するザ・バー（シェイマス & セザーロ）に挑戦。試合前にパートナーを観客から選択する事を宣言するとレフェリーを務めるジョン・コーンの息子であるニコラスを指名して対戦。しかし、ニコラスに戦わせる事なく一人で試合を進行し、最後にセザーロにパワースラムを決めて勝利。ベルトを奪取した。同月9日、RAWでニコラスを学業に専念させる意向で王座返上した。同月27日、サウジアラビア・ジッダで開催されたGreatest Royal Rumbleにて50人グレイテスト・ロイヤルランブルマッチに41番手で出場。最後にビッグ・キャスを脱落させて優勝を飾り、13人ものレスラーを脱落させる活躍を見せた。6月17日、Money in the Bank 2018にてマネー・イン・ザ・バンク・ラダー・マッチに出場。試合開始直後から他出場のレスラー達に集中攻撃を受け戦線から離脱。中盤にケビン・オーエンズ、サモア・ジョー、ルセフが場外で争っているところに復活するも再び攻撃を受けテーブルに寝かされるが抑えていたジョーとルセフを退け、スティールラダーに登っていたオーエンズを実況席に振り落とす。終盤にはアタッシュケースが吊るされた下のラダーでフィン・ベイラーと争い、さらに場外のトップロープから飛んで自身にしがみついたコフィ・キングストンと三つ巴になるが両者とも振り落とし、アタッシュケースを獲得した。
2019年4月7日、WrestleMania 35 Kickoffでアンドレ・ザ・ジャイアント・メモリアル・バトルロイヤルに出場。終盤にハーディー・ボーイズ（ジェフ・ハーディー & マット・ハーディー）と争うが、リング下に隠れていた参加者であるコメディアンのコリン・ジョストとマイケル・チェの妨害を受けるもハーディー・ボーイズを落脱させ、チェは敵前逃亡。そしてジョストにランニング・パワースラムの要領で抱え上げるとリング外へと投げ捨て優勝を飾った。
2020年1月31日、200日以上WWE・IC王座を保持していた中邑真輔と対戦し、一発奪取に成功した。
3月8日、サミ・ゼインとの防衛戦に敗れ王座陥落。
4月4日、レッスルマニア36にてゴールドバーグと対戦し、パワースラムを決めて勝利。レッスルマニアでWWEユニバーサル王座を獲得した以降は、しばらく防衛戦が長期間続いたが、梅雨の湿った時期に行われたエクストリーム・ルールズ2020の対ブレイ・ワイアットの沼地戦で、ワイアットの必殺技であるマンディブル・クローにより、沼地に沈められて行方不明になった。しばらく後のスマックダウンで、なんと変わり果てた姿のモンスター化したストローマンが沼地から現れた。その姿は、髪を全て剃り落として坊主頭にし、上半身のコスチュームも大幅に変更し、友人のアレクサ・ブリスに暴力をふるい上げ（高々と持ち上げて床に叩き落とすなど）、ストローマン・エクスプレス（自身の技名）なるイントロムービーが入場時に追加され、入場時には大量の蒸気が放出されるようになった。モンスター化したストローマンは、サマースラムでの対フィーンド戦に向けて意気込んでいたが、あえなくして自身の持っていた青い至宝を失った。
2021年6月、経費節減の名目によりWWEから解雇された。
2022年9月、WWEに復帰した。

## 名前の由来

### 世界最強の称号獲得
2012年3月4日にArnold Strongman Classicのアマチュマ部門であるArnold Amateur Strongman World Championshipsにて総合64.2ポイントの成績で世界一の座をかけて優勝を果たしたことで「世界最強な男」（Strongest of the world's man）という異名を持つようになった。だがこの異名はパワー・リフティングにおける大先輩であったマーク・ヘンリーの持つニックネームとどうしても被ってしまうため、やむなくして略称としてリングネームに付けたことが、旧リングネームのストーマン≪STOWMAN≫（STrongestOf the World's MANの略）のきっかけ。

### リングネーム
だがブラウン・ストーマンというリングネームはそこまで納得の行くものではなく、WWE昇格時に変更するに至った。現リングネームのストローマン≪STROWMAN≫は、略し方を変更し、（STRongest Of the World's MAN）として、新たに"R"の文字を付け加えた。
ちなみに前の名前に付けているブラウンは、人名として使われているブラウン（BRAUN）に伴っている。茶色を意味するブラウン（BROWN）とはスペルが異なる。

## 得意技

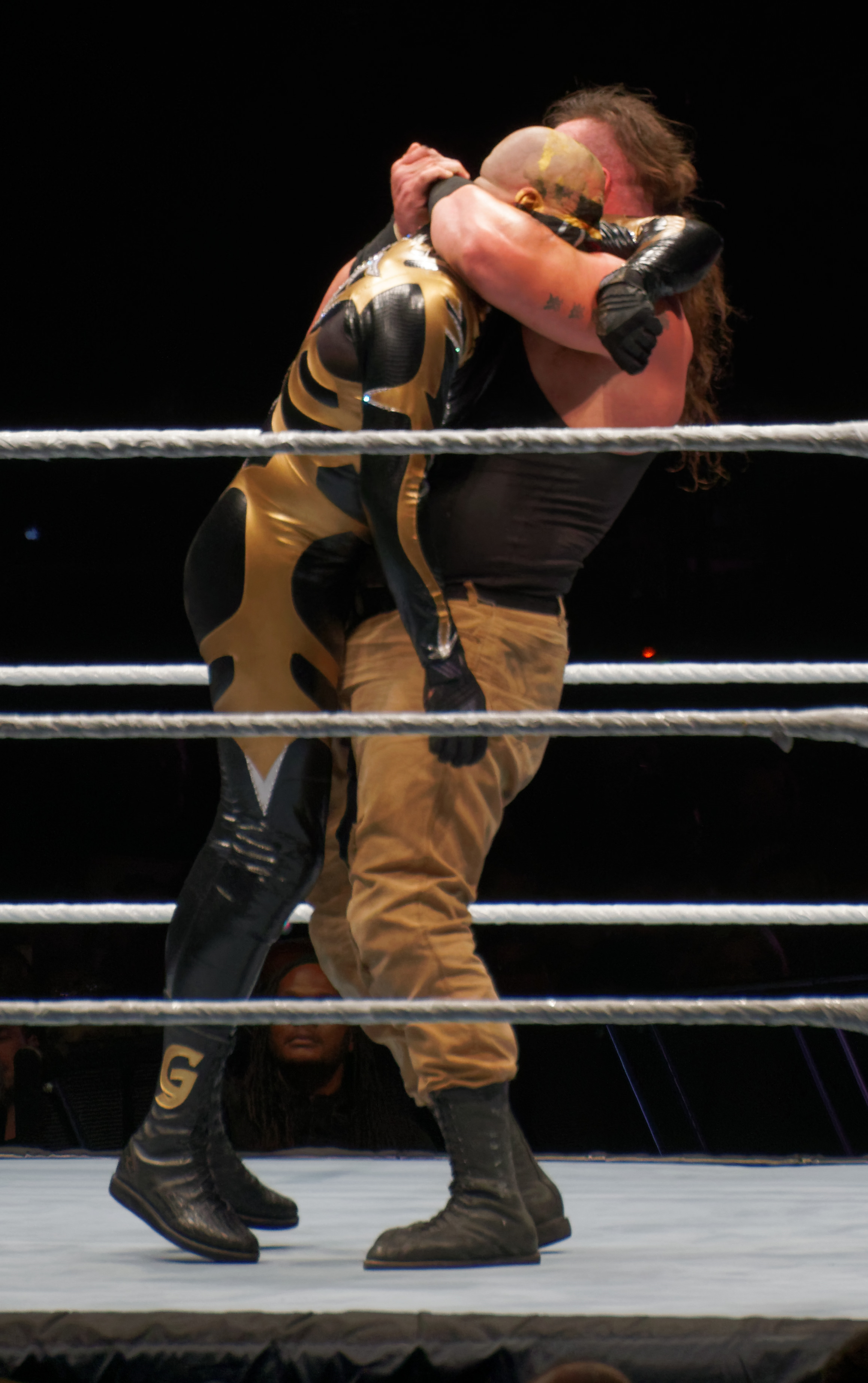
リフティング・アームトライアングルチョーク

### フィニッシュ・ホールド
モンスター・ボム
WWE復帰後のフィニッシャー。衣装のタンクトップを破り捨てた後、相手の頭を股に挟む。そしてユニバースを煽り、それから相手を担ぎ上げ、リングに叩きつける。超ヘビー級のオーティスに決めたこともある。
ランニング・パワースラム
変型アバランシュ・ホールド。相手を肩に担ぎ上げ、体重を浴びせて叩き付ける。フィニッシャー。
パワースラムと呼称されるが技としては一般的なパワースラムとは別である。
フリップ・フェイスバスター
相手をカナディアン・バックブリーカーの体勢に担ぎ上げ、その状態から横に反転させてダイヤモンド・カッターのように首を固定して落とす。初期のフィニッシャー。
横須賀ススムの横須賀カッターと同型技。
リフティング・アームトライアングルチョーク
初期のフィニッシャー。肩固めのまま持ち上げ宙吊りにする。

### 打撃技
エルボー
ナックルパンチ
アッパーカット
地獄突きの形のアッパーカットを打ち放つ。
ハンマーパンチ
GET THESE HANDS
変型ファイナルカット。胸板にハンマーパンチを落とす。この非常に強烈なハンマーパンチは、たとえ鋼鉄製のハシゴだろうと、何でも叩き割ることが出来る。
地獄突き
チョップ・スマッシュ
クローズライン
ビックブーツ
ランニング・フロント・ドロップキック
ショルダー・ブロック
ストローマン・エクスプレス（超特急式タックル）
場外戦で用いられる助走付きの強化版ショルダー・ブロックで、その後技名は自身のギミックとして派生した。

### 投げ技
スープレックス
スーパープレックス
チョークスラム
リバース・チョークスラム
後頭部を掴んで顔面を叩きつけるチョークスラム。
ヒスパニック・バスター
カウンター式の変形ポップアップ・チョークスラム。
走りこんできた相手に対して間髪を入れず、一瞬で一気に持ち上げ、叩きつける。
ボディースラム
スパイン・バスター
カー・スタンダード・スラッピング（救急車 ＆ 大型トレーラーなどに対して）

ミリタリー・プレス
相手の体を高々と頭上まで抱え上げ、強烈に叩き落す技。自身のパワー・リフティングのスキルを存分に生かした技。

## 獲得タイトル
WWE
- ユニバーサル王座 : 1回
- WWE IC王座 : 1回
- WWEロウタッグ王座 : 2回

w / ニコラス
w / セス・ロリンズ

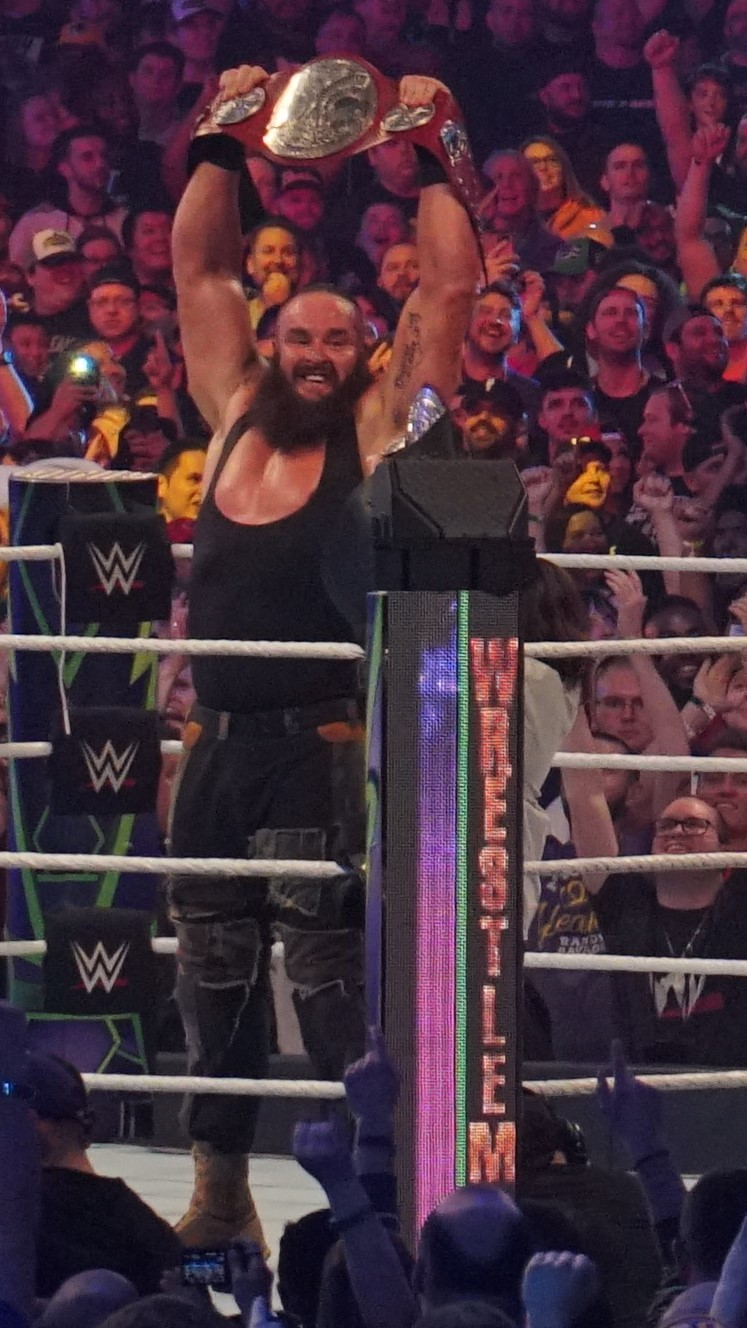
WWEロウタッグ王座

- アンドレ・ザ・ジャイアント・メモリアル・バトルロイヤル : 2019年
- Mr.マネー・イン・ザ・バンク : 2018年
- グレイテスト・ロイヤルランブル優勝
- トリプルクラウン達成

## 決め台詞
- ROAH

入場時、両手を振り上げて叫ぶ。
- GET THESE HANDS「これらの怪腕を受け止めてみよ!!!」

相手の胸にハンマーパンチを叩きつける技から誕生した言葉。マイクパフォーマンスの締めによく使用される。J SPORTSの中継では「ぶちのめす」と訳されている。

## 入場曲
- Live in Fear
- Swamp Gas
- I Am Stronger
- Monster Of All Monsters - 現在使用中